# قادر أوزكايا
قادر أوزكايا (بالتركية: Kadir Özkaya)‏، (ولد في 12 أغسطس 1963، مرسين) هو رئيس المحكمة الدستورية لجمهورية تركيا. شغل منصب مقرر المحكمة الدستورية بين عامي 2005 و2011 وعضو مجلس الدولة بين عامي 2011 و2014.

## السيرة
انتخبه الرئيس رجب طيب أردوغان عضوًا في المحكمة الدستورية من بين ثلاثة مرشحين رشحتهم الجمعية العامة لمجلس الدولة في 18 ديسمبر 2014 وتولى منصبه في 22 ديسمبر 2014. انتخب نائبًا للرئيس ورئيسًا للقسم الثاني للمحكمة الدستورية في الاجتماع الذي عقدته الجمعية العامة للمحكمة الدستورية في 12 مارس 2020، وبدأ مهامه في 4 أبريل 2020.
تم انتخابه رئيسًا للمحكمة الدستورية في 21 مارس 2024. تولى أوزكايا منصبه في 20 أبريل 2024.